# Convent de Santa Caterina (Vic)
Santa Caterina és un establiment de les Dominiques de l'Anunciata, dedicat a l'educació, al centre de la ciutat de Vic (Osona). Les dependències conventuals estan protegides com a Bé Cultural d'Interès Local.

## Arquitectura
Conjunt d'edificis de planta baixa, tres pisos i golfes, construït al 1889 per l'arquitecte Marià Callís. Totes les façanes del conjunt són planes i exceptuant la façana del Carrer de Gibraltar, marcant clarament els eixos de composició verticals. Les obertures presenten gradació de proporcions amb l'alçada i les diferents plantes es distingeixen acusant els forjats. Les golfes es distingeixen en façana introduint unes obertures cegues continues que són amb arcs de mig punt en totes les façanes excepte a la façana de la Plaça de la Catedral, que són rectangulars.

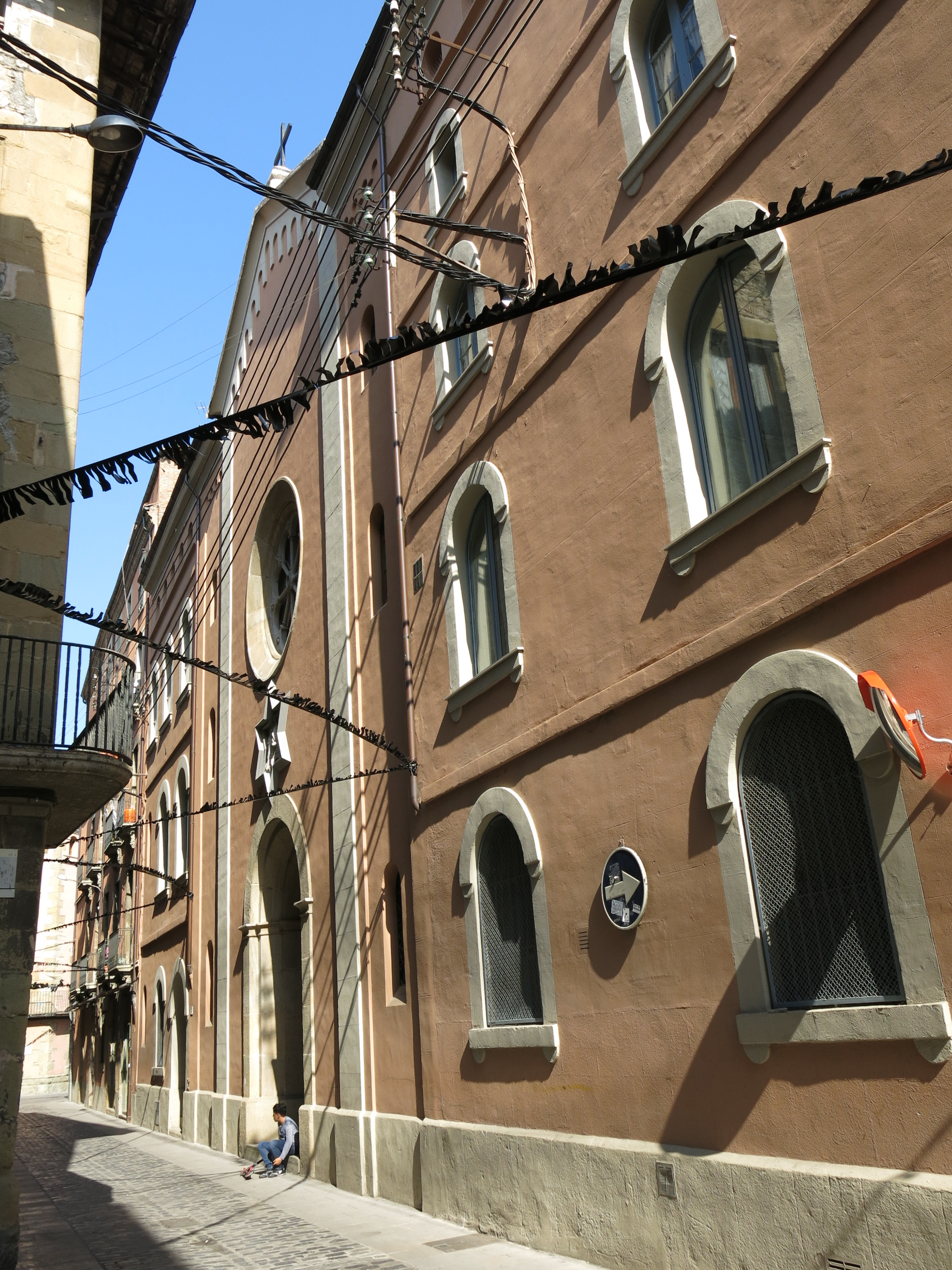
Façana del carrer de la Ramada, amb l'església

L'edifici es remata amb un ràfec amb cornisa que vol ser més important en l'última part construïda l'any 1953, per l'arquitecte Manuel Gausa, pel Carrer de Sant Antoni Maria Claret.
En general, el conjunt presenta dues unitats compositives molt diferenciades; el cos d'edifici al Carrer de la Ramada i el que dona a la Plaça de la Catedral que introdueix una balconada a la planta primera.
L'església és molt petita i d'una sola nau.
El 1992 es va duu a terme la remodelació de la façana de la Plaça de la Catedral, corresponent a l'entrada del col·legi.

## Història
Segons Eduard Junyent, el 1890 es va inaugurar l'església de les Beates de Santa Caterina de Siena, annexa a la residència (pàg. 197).
A l'arxiu municipal hi consten les següents intervencions:
1) Tres intervencions realitzades els anys 1881, 1883 i 1887 on es parla del convent del carrer de Gibraltar, l'última de les quals, realitzada pel mestre d'obres Marià Callís, és una reforma total de façana al carrer de Gibraltar.
2) La construcció d'una església nova i la reforma del convent al carrer de la Ramada l'any 1889 pel mestre d'obres Marià Callís.
3) Dues intervencions del contratista Bernat Callís al 1920 i 1922, l'última de les quals és una intervenció important al cos d'edifici de la Plaça de la Catedral, on es parla de modificar les finestres.
4) El 1953 l'arquitecte Manuel Gausa va realitzar una reforma d'importància al convent en la part compresa entre el Carrer de Sant Antoni M. Claret i el Carrer de Gibraltar.
Aquesta cronologia dona idea de la manera com es va condicionant el conjunt situat en un emplaçament dels més antics de la ciutat sens dubte ocupat anteriorment per altres edificacions.